# Parco nazionale Flinders Chase
Il Parco nazionale Flinders Chase (o più semplicemente Flinders Chase) è un parco nazionale australiano, situato al confine occidentale dell'Isola dei Canguri a circa 177 km a sudovest del centro di Adelaide e a 110 km dalla sede municipale di Kingscote. Considerato rifugio di specie in pericolo e patria di alcuni fenomeni geologici, è stato il secondo parco nazionale dichiarato nell'Australia meridionale, nel 1972.
Questo parco nazionale consiste in tre sezioni: un'area di panorami costieri intorno a Cape du Couedic nell'angolo sudovest dell'isola, le Isole Oca al centro dell'estremità occidentale e l'ex-riserva del Faro di Cape Borda nell'angolo nordoccidentale.

## Fauna nel parco nazionale
A partire dalla sua creazione nel novembre del 1919, il parco è diventato luogo di rifugio per la fauna in pericolo, tra cui animali introdotti in Australia tra gli anni '20 e '30, come i koala e i platipi. Ancora oggi, la maggior parte di queste specie è osservabile al parco nazionale, tra cui canguri, goanna ed echidne.
Tra gli anni '20 e '50 sono stati avvistati anche dei pinguini minori blu, Si ritiene che queste colonie siano scomparse da tempo, in parte a causa dell'aumento della popolazione dell'otaria orsina meridionale dopo la fine del blocco commerciale. Nel 1886, i pinguini minori blu sono stati avvistati all'Admiral's Arch.

## Monumenti geografici

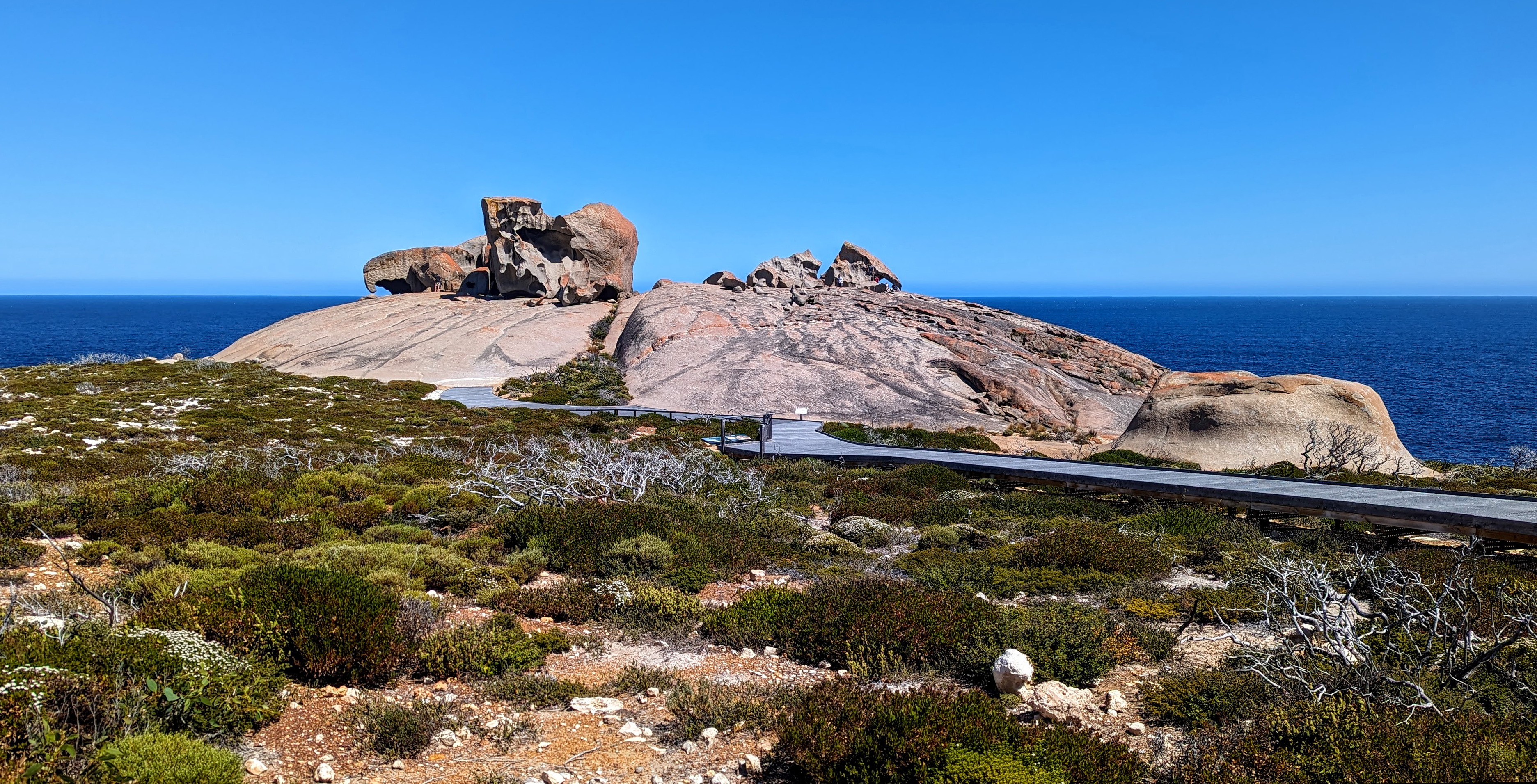
La cupola di granito di Remarkable Rocks. La passerella è stata costruita dopo gli incendi del 2020.

Il parco nazionale contiene due caratteristiche geologiche classificate come monumenti geologici dalla GSA (Società Geologica dell'Australia): Cape du Couedic e Remarkable Rocks.
Le Remarkable Rocks sono delle formazioni rocciose scolpite naturalmente poste in equilibrio precario sulla cima di uno sperone di granito e che ricordano le sculture di Henry Moore.

## Incendi
Le tempeste avvenute martedì 6 dicembre 2007 hanno dato alle fiamme 60000 ettari di terra sia nel parco nazionale che nell'Area Protetta del Burrone di Casoars, per una durata di 10 giorni. Il parco nazionale è stato danneggiato di nuovo durante gli incendi del 2019-2020, con il centro turisti completamente distrutto.

## Galleria d'immagini

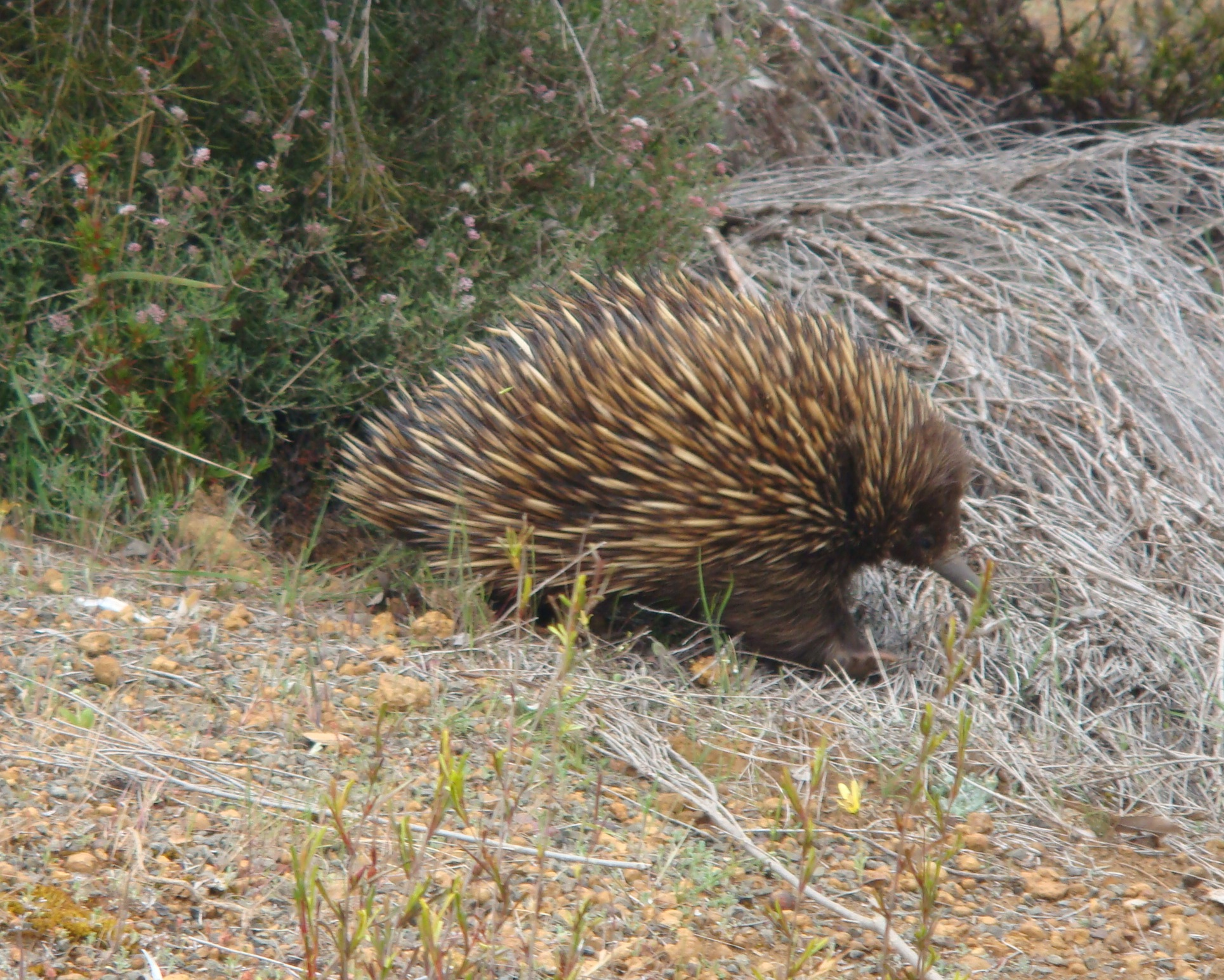
Un echidna al Parco Nazionale Flinders Chase
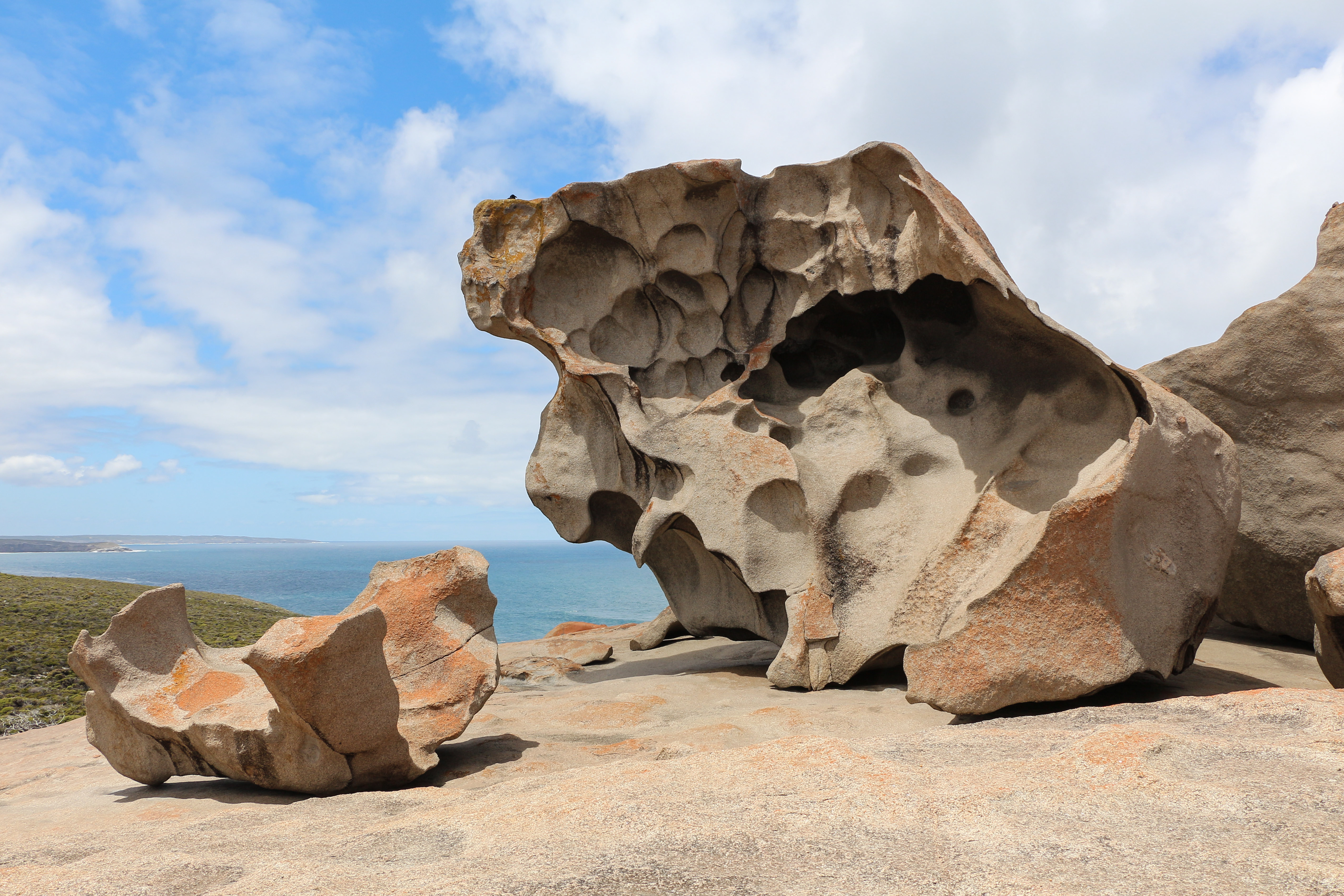
Remarkable Rocks
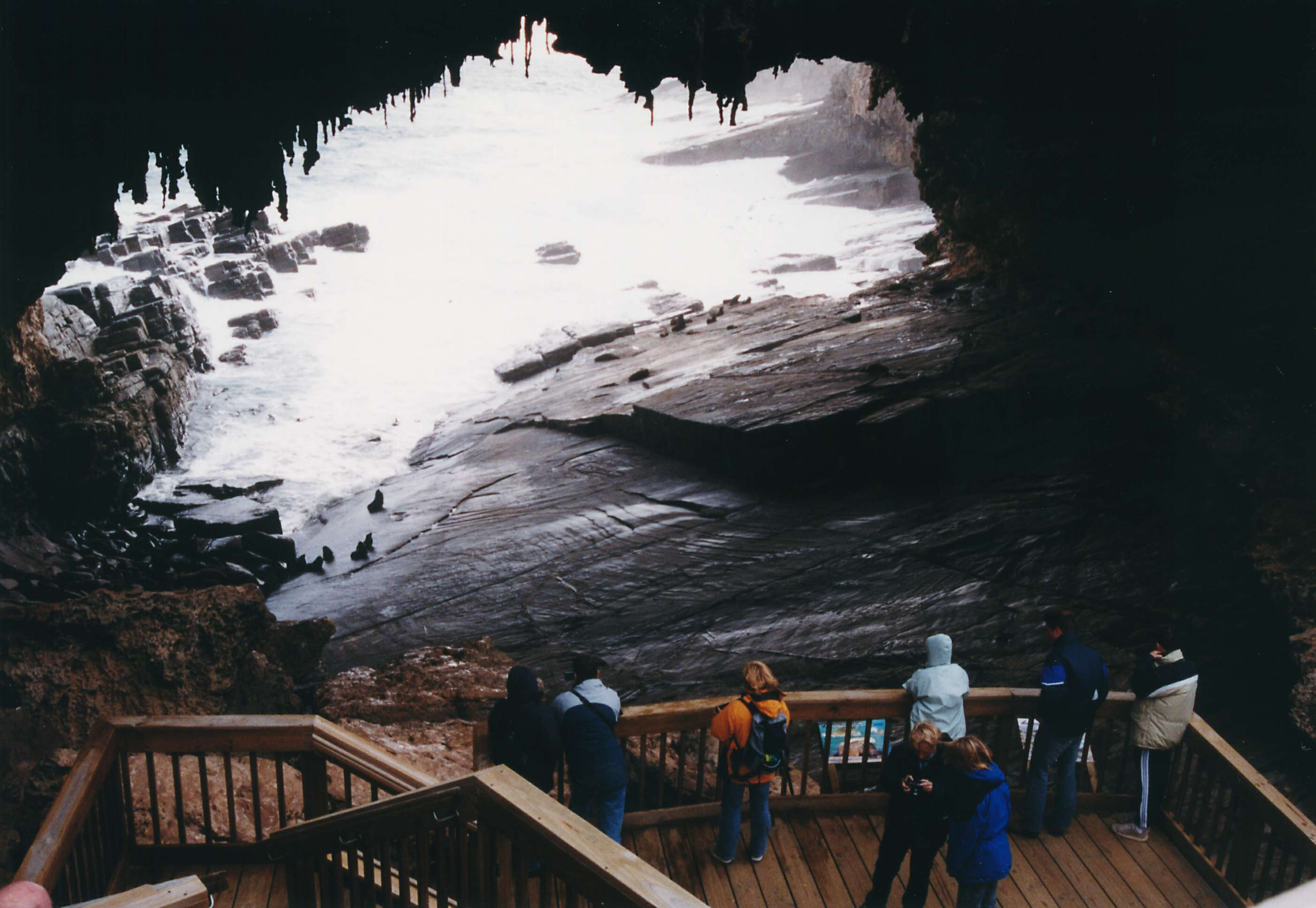
Admirals Arch
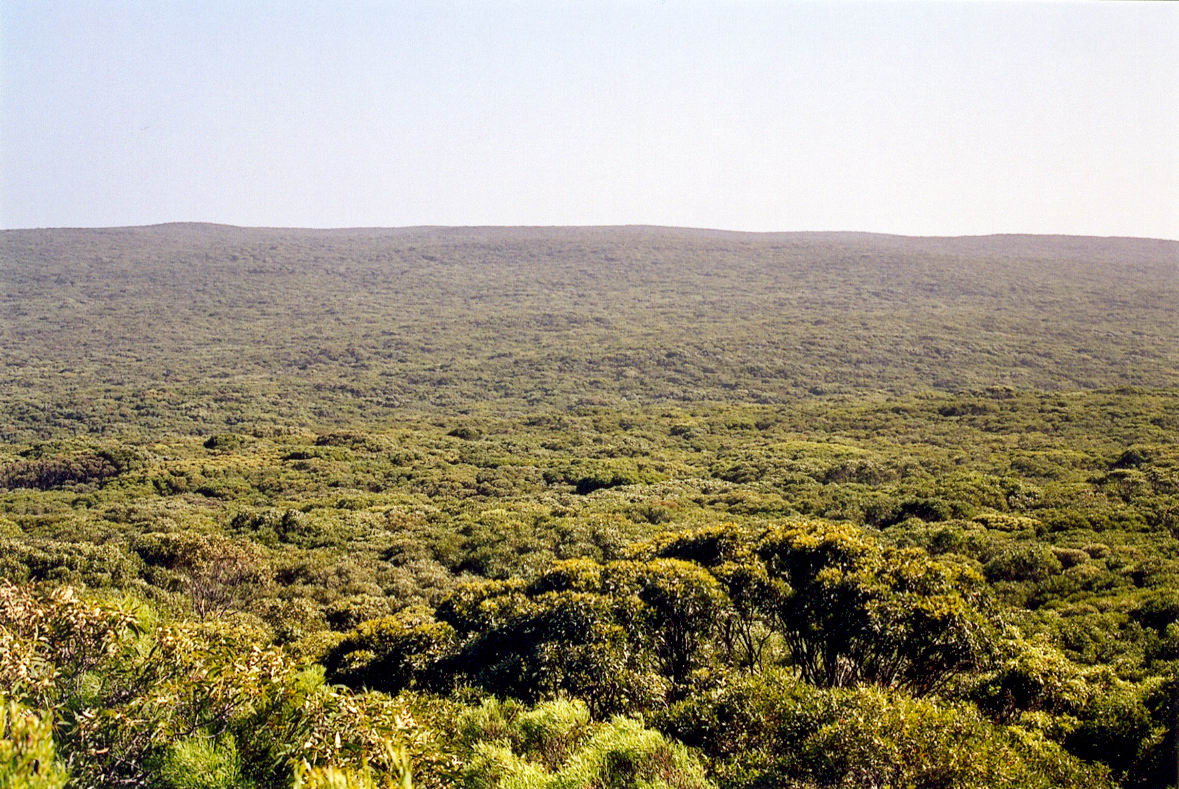
Vista dall'alto di Bunker Hill
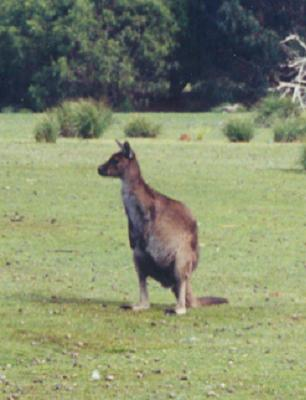
Un canguro grigio occidentale
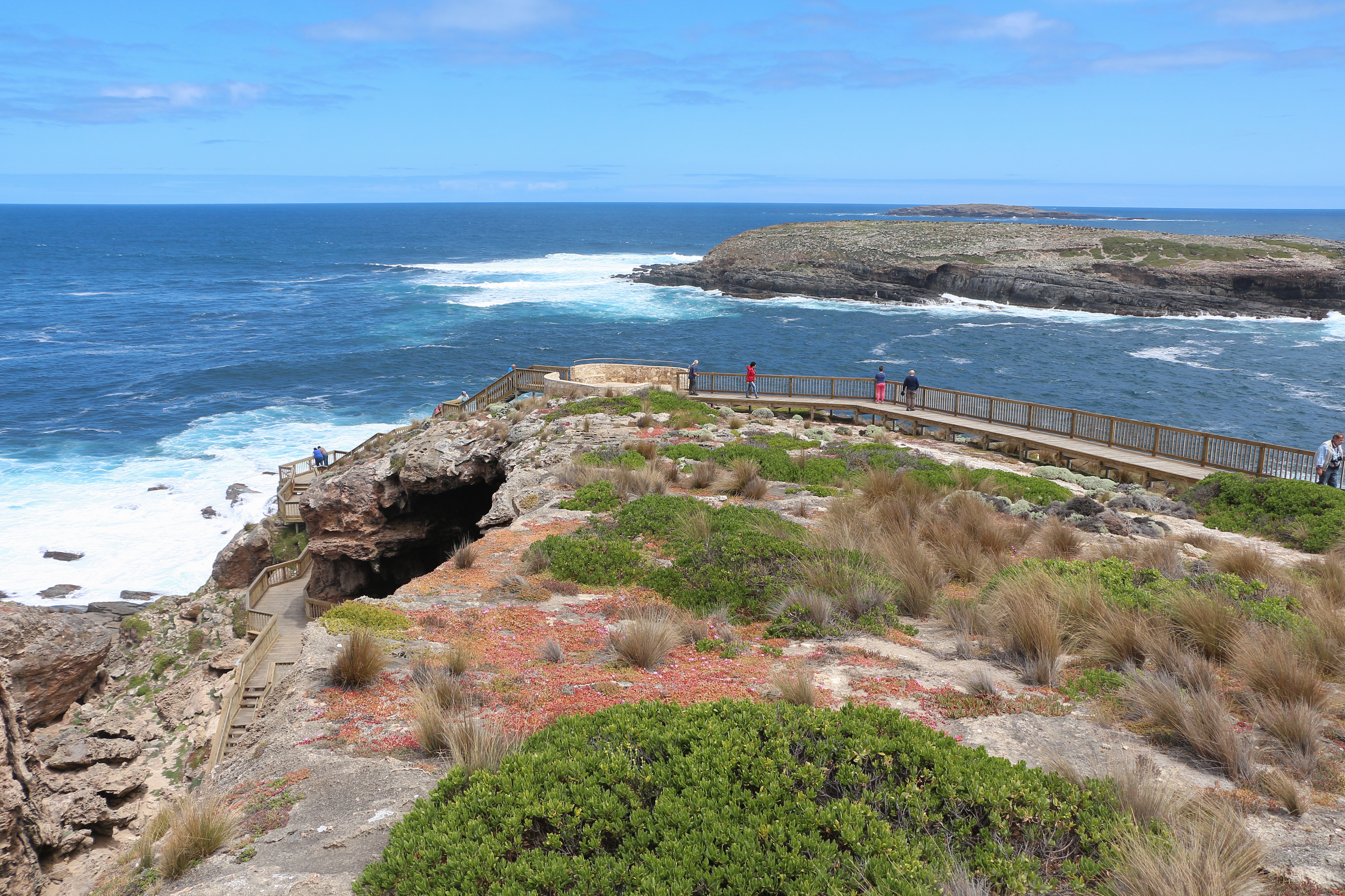
Cape de Couedic
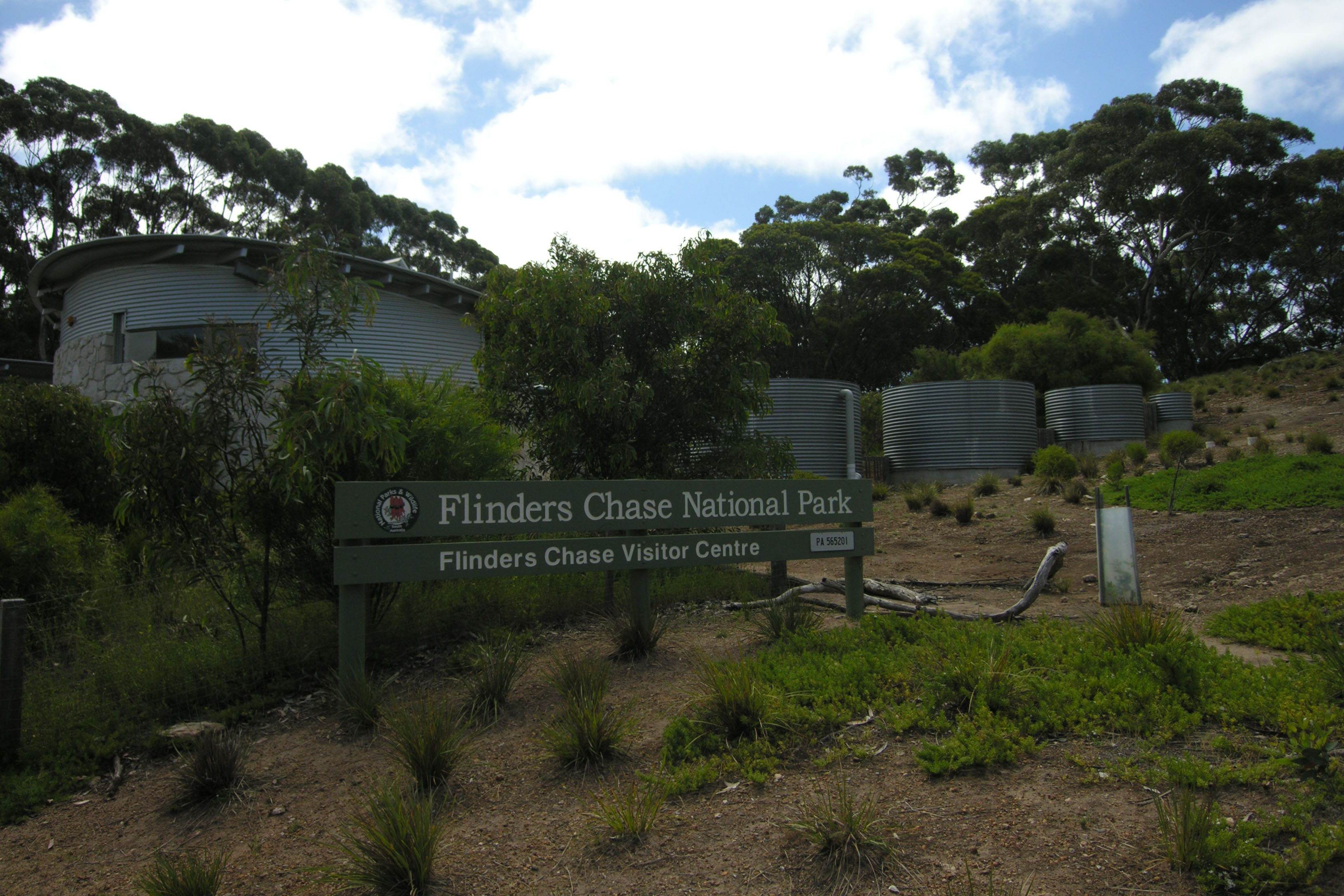
Centro turisti di Flinders Chase